# Xysticus texanus
Xysticus texanus är en spindelart som beskrevs av Banks 1904. Xysticus texanus ingår i släktet Xysticus och familjen krabbspindlar. Inga underarter finns listade i Catalogue of Life.